# Tetanocera hyalipennis
Espèce
Synonymes
- Tetanocera laevifrons, Loew, 1847
- Tetanocera alpestris, Hendel, 1903

Tetanocera hyalipennis est une espèce d'insectes diptères du genre Tetanocera et de la famille des Sciomyzidae.

## Classification
Elle a été découverte en 1840 par Carl Roser (d). Aucune sous-espèce n'est répertoriée,. .